# Progoreoci
Progoreoci (en serbe cyrillique : Прогореоци) est un village de Serbie situé dans la municipalité d'Aranđelovac, district de Šumadija. Au recensement de 2011, il comptait 882 habitants.

## Démographie

### Évolution historique de la population
| 1948 | 1953  | 1961  | 1971  | 1981  | 1991  | 2002  | 2011 |
| ---- | ----- | ----- | ----- | ----- | ----- | ----- | ---- |
| 627  | 1 091 | 1 230 | 1 182 | 1 110 | 1 124 | 1 015 | 882  |

|  |